# Cuarteto Aguilar
El Cuarteto Aguilar es un conjunto de laúdes españoles creado originalmente en 1923.

## Historia

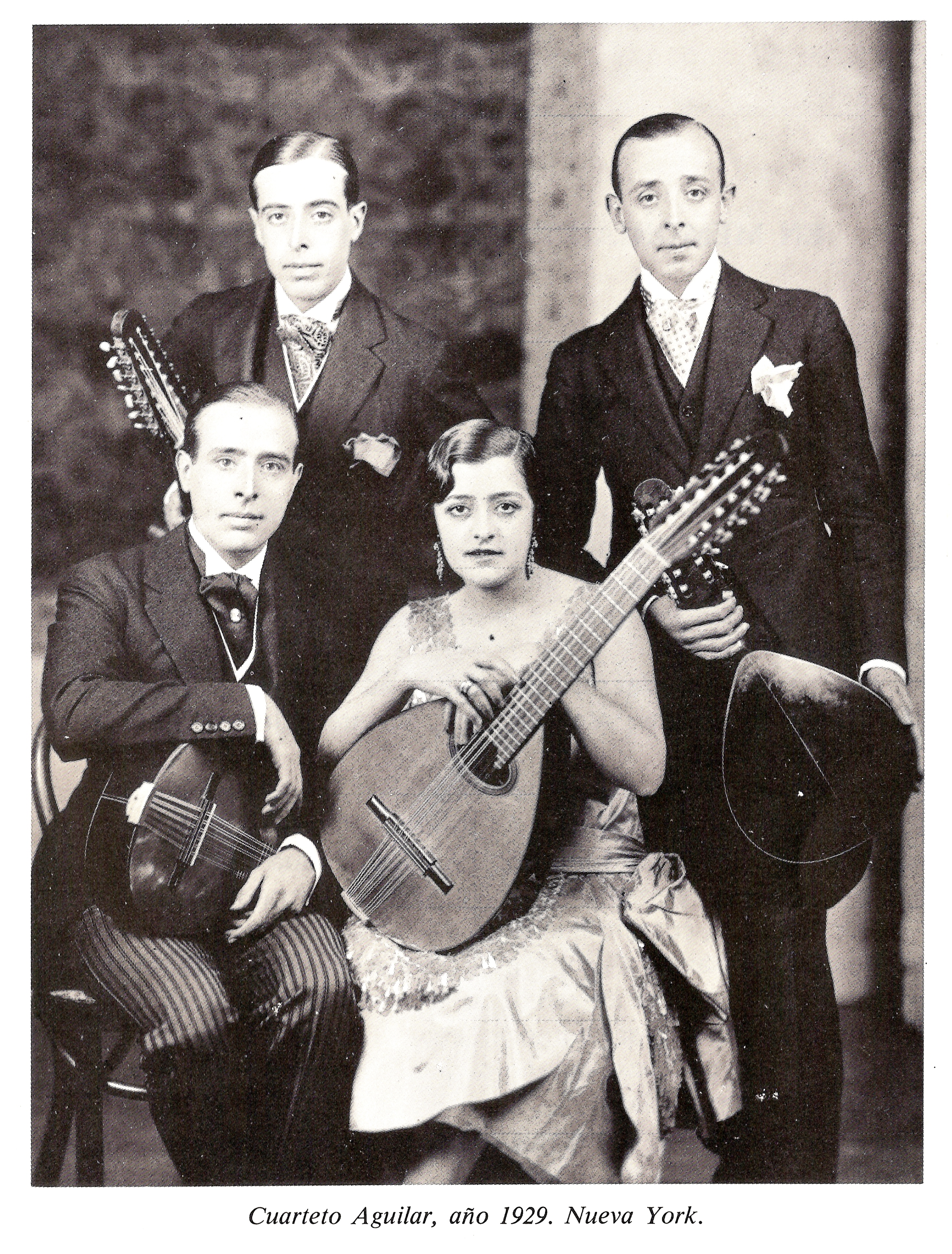
Concierto del Cuarteto Aguilar en Nueva York en el año 1929

En 1923, cuatro de los seis hijos del doctor Francisco Aguilar, Paco, Ezequiel, Pepe y Elisa, nacidos en Murcia crean un cuarteto de laúdes. Son reconocidos en Europa y América y en un año llegaron a ofrecer más de 200 conciertos. Como dice el musicólogo Jorge de Persia: “El cuarteto de los Aguilar, si bien tuvo una vida breve ya que la historia española marcó su rumbo llevándoles al exilio con motivo de la guerra civil, fue una experiencia absolutamente importante en la historia musical del siglo XX”. Cuando en los años cuarenta se disuelve el Cuarteto, solo Paco, acompañado al piano por Donato Colacelli, sigue dando conciertos.
Una de las características más llamativas del Cuarteto Aguilar es su formación con instrumentos españoles de púa: laudín o bandurria (Ezequiel Aguilar), laudete (Pepe Aguilar), laúd (Elisa Aguilar) y laudón (Paco Aguilar). Su calidad, empaste y efectos llevó a grandes creadores de la época a escribir y adaptar numerosas partituras para ellos. El Cuarteto llegó a recorrer el mundo entero con unos instrumentos inusuales en salas de concierto y en todo caso considerados en principio incapaces de satisfacer unas notables exigencias musicales.

## Colaboraciones
Uno de esos reconocimientos fue el recibimiento que les hizo en su casa de Granada Manuel de Falla. Interpretaron una adaptación del Amor Brujo, a la que el maestro dio su aprobación.
De manera paralela a la Generación del 27 literaria, hay en España una serie de autores que crean grandes obras musicales. Una gran representación de estos nombres componen para los Aguilar: Federico Elizalde les dedica Negresca, Antonio José Martínez Palacios les adapta entre 1925 y 1928 su Romance Infantil y Danza Burgalesa, Germán Álvarez Beigbeder les dedica Improvisaciones Españolas; la compositora madrileña María Rodrigo compone Gavota, y les adapta La Copla Intrusa o Juan Bautista Plaza les dedica Fuga en 1935. 
El célebre compositor español Joaquín Turina compuso obras originales para el Cuarteto Aguilar, algunas de estas composiciones originales se encuentran recogidas en la Fundación Juan March, sede del archivo digital de Turina. Su conocida La oración del torero fue compuesta en su versión original de 1925 para los instrumentos de los Aguilar. La colaboración entre ellos y Turina dio más frutos en versiones exclusivas como Recuerdos de la Antigua España, Dos danzas populares españolas, Desfile de soldados de plomo o Fiesta Mora en Tánger, entre otras.
Es en la Generación del 27 donde resulta más patente el paralelismo entre escritores y músicos, basado en relaciones de trabajo y amistad. Claro ejemplo de esto es Ernesto Halffter. Inspirado en los poemas de Rafael Alberti La Corza y La niña, escribió dos partituras que adaptó en 1933 para los Aguilar.

## Reconocimiento internacional

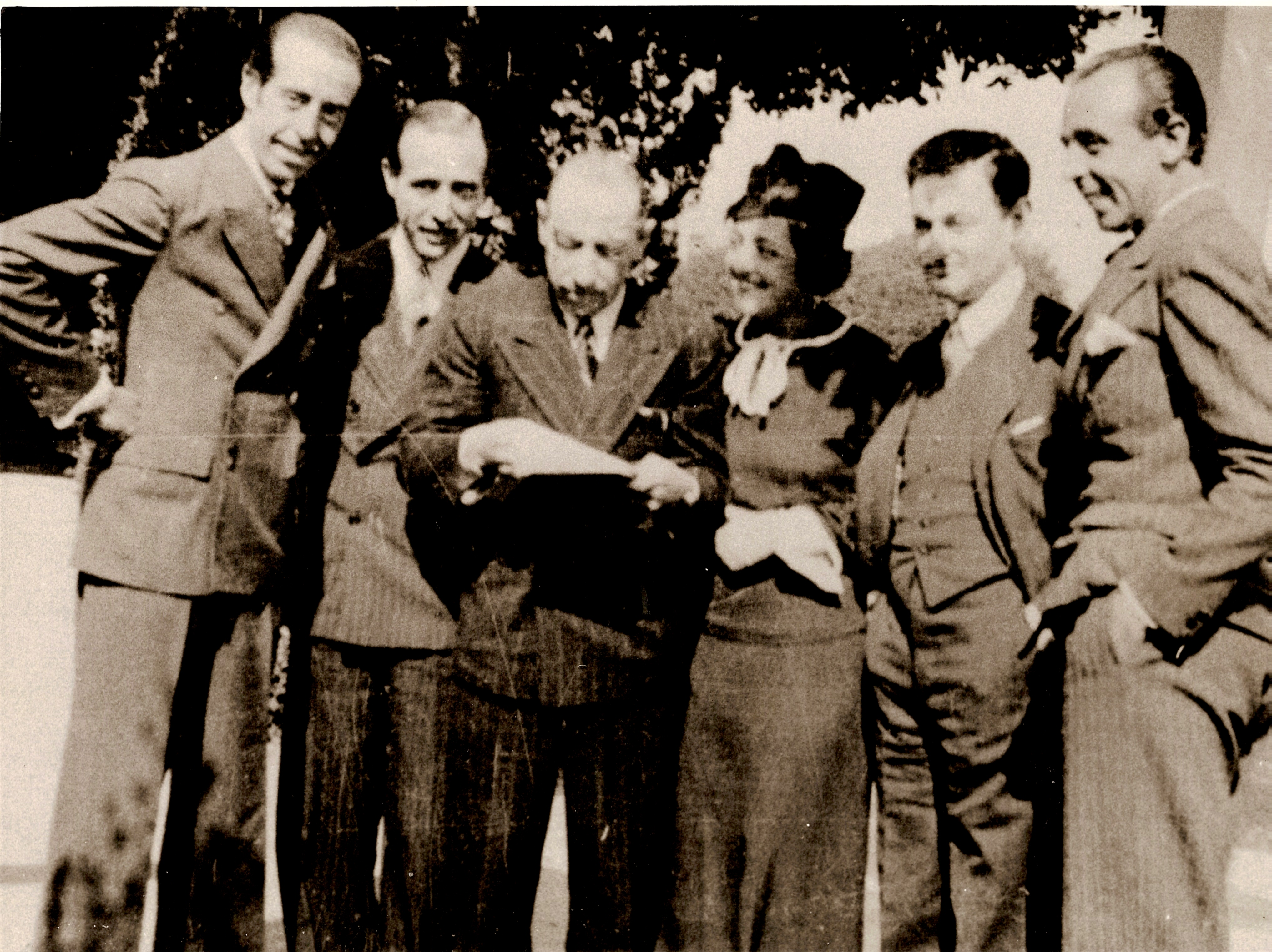
Los Ángeles (California), 1934 De izquierda a derecha Paco Aguilar, Ezequiel Aguilar, Igor Strawinsky, Elisa Aguilar, Samuel Dushkin y Pepe Aguilar

A partir de 1928 el Cuarteto Aguilar inicia sus conciertos fuera de España por todo el continente europeo y americano. En sus viajes a Estados Unidos Ígor Stravinski quiso conocerles y escuchar para investigar las posibilidades y efectos de los laúdes españoles en Los Ángeles en 1934. En sus encuentros, en los que también participa el violinista estadounidense  Samuel Dushkin, les supervisa y autoriza la versión exclusiva para cuarteto de laúdes españoles de sus Ocho piezas.
Mantienen relación con grandes figuras de la época como Arthur Rubinstein, José Iturbi o Lily Pons. El escritor e historiador Salvador de Madariaga les dedica un pequeño poema: 
Virtuosos de virtudes
dejan sonoros ecos
cuatro laúdes,
un Velázquez y tres Grecos
En 1936 protagonizaron la película Tararira (la bohemia de hoy) realizada por el director argentino Benjamín Fondane. El Centro Cultural de España en Buenos Aires recogió en su exposición 'Imágenes compartidas' escenas del rodaje como homenaje al talento del Cuarteto Aguilar.

## El Cuarteto Aguilar en la actualidad
Con el objetivo de recuperar y poner en valor la obra del Cuarteto Aguilar, en 1986 Antonio Navarro, Esther Casado, Luis Miguel Lara y Pilar Barón refundan el Cuarteto con los instrumentos originales de la formación, gracias al trabajo de investigación de Navarro en su libro Los instrumentos de púa en España. En el año 2015 y gracias a la familia Aguilar, la formación pasa a llamarse Cuarteto Aguilar. Los instrumentos utilizados por el Cuarteto Aguilar tienen una característica peculiar, todos han sido construidos por el mismo luthier, decisión tomada originariamente por los hermanos Aguilar, quienes encargaron a Domingo Esteso una bandurria, laúd, laudón y laudete.